# Non prendete quel metrò
Non prendete quel metrò (Death Line nel Regno Unito, Raw Meat negli Stati Uniti) è un film del 1972 diretto da Gary Sherman.

## Trama
Alla stazione di Russell Square, nella metropolitana londinese, una giovane coppia di fidanzati, Patricia e Alex, nota un uomo riverso sulle scale. Dopo aver avvertito una guardia, tornano sul posto dove non c'è più nessuno. L'ispettore Calhoun inizia a indagare sul caso, dal momento che la persona scomparsa è un importante uomo politico e nei mesi precedenti altre sparizioni sono state segnalate nella stessa zona. Si scopre poi che vicino alla stazione di Russell Square, in epoca vittoriana, un crollo aveva sepolto vivi dei minatori impegnati in un lavoro di scavo, senza che poi si fosse provveduto a recuperarne i corpi.
Nel frattempo scompare un'altra persona, che si trovava in compagnia di due uomini ritrovati morti. L'analisi del sangue rinvenuto sul loro cadavere rivela che l'aggressore è malato di peste setticemica. Poco tempo dopo Patricia viene rapita alla fermata del metrò dal misterioso uomo, un cannibale discendente dai lavoratori rimasti sepolti durante i lavori di scavo, cibatosi dei suoi compagni. Alex, dopo aver dato l'allarme, riesce a penetrare nell'oscuro labirinto sotterraneo nei pressi della stazione, libera la fidanzata e viene poi raggiunto dai poliziotti, i quali si trovano davanti i molti corpi ormai in putrefazione e il cannibale, che credono di veder spirare davanti ai loro occhi. Quando si allontanano, questi è però ancora vivo.